# Савонов, Григорий Михайлович
Григорий Моисеевич (Михайлович) Савон(ов) (27 октября (9 ноября) 1898 — 1922) — полный георгиевский кавалер, прапорщик Русской Императорской армии, повстанческий командир Гражданской войны.
Уроженец местечка Цареборисова; добровольцем ушёл на Первую мировую войну, где заслужил 4 Георгиевских креста и подофицерское звание.
В 1918 году создал крупнейший на Изюмщине партизанский отряд, который боролся с немцами. Впоследствии в 1919 году присоединился к отрядам Махно и вместе с ним прошёл эволюцию от союзника большевиков к их принципиальному противнику.
Отряд Савонова действовал на территориях Харьковщины, Белгородчины и Донетчины.

## Биография
Савонов родился в крестьянской семье Изюмского уезда Харьковской губернии в 1898 году. До революции Григорий успел поработать портным и рабочим Изюмских главных железнодорожных мастерских.
С 1915 года воевал на фронтах мировой войны «за Веру, Царя и Отечество». Дослужился до прапорщика (по другим данным, подпрапорщика), стал георгиевским кавалером.
С весны 1917 году Савонов «в революции», на фронте примкнул к эсерам, в октябре — к левым эсерам. Во времена Центральной Рады, вернувшись на родину, был назначен комендантом городка и станции Царевоборисов (ныне — Оскол) на Харьковщине.
С лета 1918 года Григорий партизанил в отряде, воевавшем против гетмана Скоропадского. Некоторое время он поддерживал восстание Петлюры, но когда в Харьковской губернии установился военный режим полковника Болбочана — «болбочановщина», начал симпатизировать большевикам.
В ноябре 1918 — январе 1919 руководил советским Изюмским восстанием против немецких оккупационных войск и войск Директории, которое закончилось установлением в Изюме Советской власти 1-5 января 1919 года.
Григорий Савонов присоединился к Повстанческой армии Нестора Махно и возглавлял комиссию по борьбе с дезертирством; в июне 1920 года со своим отрядом в 50 сабель идет в Теплянский лес и создает партизанский отряд, борется с советской властью.
В 1920 году Савонов совершил налёт на Святогорский монастырь, где его повстанцы убили несколько десятков раненых красноармейцев, лежавших на излечении в монастыре (начальником монастырского лазарета тогда был будущий православный святой Иоанн (Стрельцов) Святогорский.
Однако в сентябре этого же года, после союза большевиков с Махно, подписанном в Старобельске, Савонов вместе с красноармейскими частями идет в Крым воевать против Русской армии Врангеля.
В конце декабря 1920 Савонов, военный комиссар Изюмского уезда, пошёл против действующей власти. Он вновь создаёт партизанский отряд, который действовал в Теплянском лесу, в районе сел Синичино, Красный Оскол, Пески-Радьковские, насчитывавший 500 сабель.
К этому отряду присоединился и Второй Крымский кавполк махновского движения во главе с атаманом «Харлашком».
В январе 1921 года атаман Савонов вместе с бывшим командиром 2-го крымского кавполка Махно Харлампием ограбили церковь в городке Короча между Курском и Белгородом. Дело о «грабителе Савонове» попало в так называемую комиссию антимахновских дел.
Опасаясь расстрела, атаманы с несколькими десятками своих сторонников бежали в изюмские леса. Савонов и «Харлашка» собрали в лесах новый отряд в 100—150 человек.
Далее развернулась настоящая локальная война, в которой с советской стороны участвовало четыре полка: 1-й и 2-й сводные кавалерийские, 19-й кавалерийский, 3-й кавалерийский — из дивизии «ВНУС», а со стороны крестьян — отряд Савонова от 150 до 400 сабель.

### Хроника событий
- 5 января 1921 года — наступление на село Долгенькое, убиты 8 красноармейцев (здесь и далее потери с советской стороны);
- 16 января — в селе Крючки убит милиционер И. Бардака;
- 28 января занято село Чистоводовка (погибло 3 работника военкомата);
- 17 февраля наступление на Петровское (убиты 14 человек);
- в тот же день — на Большую Камышеваху (убит председатель комитета бедноты и 3 красноармейцев);
- 14 февраля в Прокоповке (захвачен сарай с хлебом, который был отнят у крестьян в ходе «продразвёрстки» и его содержимое возвращено крестьянам);
- 5 марта в Большой Камышевахе большевистские отряды разбили отряд Савонова (взяли в плен до 50 повстанцев).
- В марте-апреле 1921 года большевиками в помощь красной армии был послан отряд во главе с И. Я. Майбородой, П. К. Скрипкой, С. П. Хижняком, В. С. Трощиловим. Но этот отряд был разоружен Савоновым. Майбороду, Скрипку, Хижняка расстреляли, а остальных отпустили.
- На следующий день красноармейцы атаковали отряд Савонова и уничтожили его. В плен попали около ста человек.

Однако Савонов снова с частью своих повстанцев сумел уйти и продолжал действовать на территории Изюмского уезда.
- 17 июля 1921 года в Теплянском лесу он был захвачен в плен возле села Синичино.

Его помощник Шкарупа с несколькими повстанцами вырвались из окружения и ушли на Кавказ.
Григория Савонова, по показаниям Я. Ищенко, судили в Харькове и в январе 1922 он был приговорён к смертной казни и расстрелян.